# Lishi (häradshuvudort i Kina, Jiangxi Sheng, lat 24,80, long 115,03)
Lishi (kinesiska: 厉市, 定南县) är en häradshuvudort i Kina. Den ligger i provinsen Jiangxi, i den sydöstra delen av landet, omkring 440 kilometer söder om provinshuvudstaden Nanchang. Antalet invånare är 172 771. Befolkningen består av 86 048 kvinnor och 86 723 män. Barn under 15 år utgör 22,0 %, vuxna 15-64 år 68 %, och äldre över 65 år 9,0 %.
Runt Lishi är det ganska tätbefolkat, med 139 invånare per kvadratkilometer. Lishi är det största samhället i trakten. I omgivningarna runt Lishi växer huvudsakligen savannskog.
Genomsnittlig årsnederbörd är 1 969 millimeter. Den regnigaste månaden är maj, med i genomsnitt 376 mm nederbörd, och den torraste är oktober, med 19 mm nederbörd.